# Plexaure
Pour la Néréide, voir Pleuxaure.
Plexaure, Pleuxaure ou Plexauré (en grec ancien Πληξαύρη / Plêxaúrê) est, dans la mythologie grecque archaïque, une Océanide, fille d'Océan et de Téthys citée par Hésiode dans sa liste d'Océanides. Une des Néréides porte le même nom.

## Famille
Ses parents sont les titans Océan et Téthys. Elle est l'une de leur multiples filles, les Océanides, généralement au nombre de trois mille, et a pour frères les Dieux-fleuve, eux aussi au nombre de trois mille. Ouranos (le Flot) et Gaïa (la Terre) sont ses grands-parents tant paternels que maternels.

## Évocation moderne

### Zoologie
Le genre de plantes des Plexaures tient son nom de la Néréide et de l'Océanide, de même que le genre de Cnidaires des Plexaurella.